# Lechstaustufe Ellgau
Die Lechstaustufe Ellgau ist eine Staustufe des Lechs zwischen Augsburg und Marxheim und liegt am Flusskilometer 17,1 auf dem Gebiet der Gemeinde Thierhaupten im Landkreis Augsburg.
Betreiber des Laufwasserkraftwerkes ist die Lechwerke AG, die erzeugte Leistung beträgt 9,7 MW bei einer Fallhöhe von 8,25 m mithilfe zweier Kaplan-Turbinen.
Das Kraftwerk ist seit 1952 in Betrieb und wird in der Kraftwerksliste der Bundesnetzagentur als BNA1136 geführt.
Der Ausbaudurchfluss des Kraftwerkes beträgt 165 m³/s, das Regelarbeitsvermögen 56.000 MWh pro Jahr.
Siehe auch: Liste von Wasserkraftwerken in Deutschland